# Нова Сосновка
Нова Со́сновка (рос. Новая Сосновка, ерз. Нова Сосновка) — селище у складі Великоігнатовського району Мордовії, Росія. Входить до складу Кіржеманського сільського поселення.

## Населення
Населення — 7 осіб (2010; 22 у 2002).
Національний склад (станом на 2002 рік):
- росіяни — 50 %
- ерзяни — 45 %